# Rumień zakaźny
Rumień zakaźny (choroba piąta, łac. erythema infectiosum, ang. fifth disease) – zakaźna choroba wirusowa, przebiegająca ostro, występuje najczęściej u niemowląt i dzieci. Spowodowana zakażeniem parwowirusem B19. Okres wylęgania choroby wynosi od 4 do 14 dni. Głównym objawem chorobowym jest wysypka, która początkowo ma charakter ostro odgraniczonego rumienia zlokalizowanego na policzkach (kształt motyla), często przybierającego kolor sinoczerwony („spoliczkowane dziecko”). Po 1–4 dniach wysypka rozszerza się na ramiona, tułów, pośladki przybierając postać plam, obrączek, girland. Wysypka ustępuje i nawraca przez 1 do 3 tygodni. Zanika bez pozostawiania blizn i bez złuszczania naskórka. Przebieg choroby jest zazwyczaj łagodny, ale niekiedy w trakcie choroby może wystąpić depresja układu czerwonokrwinkowego szpiku (aż do przemijającego przełomu aplastycznego), prowadząc w rzadkich przypadkach do ostrego zespołu hemolitycznego. U kobiet w ciąży może dojść do uogólnionego obrzęku płodu oraz do jego obumarcia.
Angielska nazwa choroby, fifth disease (choroba piąta), ma źródło w tradycyjnym zestawieniu sześciu chorób wysypkowych u dzieci: (1) odry, (2) płonicy, (3) różyczki, (4) choroby Dukesa, (5) rumienia zakaźnego oraz (6) rumienia nagłego.